# Ricky Steamboat
Richard Henry Blood (født 28. februar 1953), bedre kendt under ringnavnet Ricky "The Dragon" Steamboat, er en tidligere amerikansk wrestler, der blev én af de mest kendte wrestlere i slutningen af 1980'erne og starten af 1990'erne. Han arbejder i øjeblikket som agent for World Wrestling Entertainment. 
Han er kendt blandt fans for at være en af de få wrestlere, der forblev et face gennem sin langvarige karriere. Han er mest kendt for sit arbejde i American Wrestling Association, National Wrestling Alliance, World Championship Wrestling og World Wrestling Federation. I WWF vandt Steamboat WWF Intercontinental Championship én gang. I NWA og WCW vandt han NWA World Heavyweight Championship én gang, WCW United States Heavyweight Championship fire gange, WCW World Television Championship fire gange, WCW World Tag Team Championship otte gange og en række andre titler. 